# Селева къща
Селевата къща (на македонска литературна норма: Селева куќа) е възрожденска къща в град Дебър, Република Македония.
Къщата, принадлежаща на фамилията Села, е отличен пример на градската архитектура от XIX век, типична за богатите мюсюлмански фамилии. Изградена е и декорирана в алафранга стил. Особено интересна е декорацията на интериора, в която се преплитат рисувани и резбовани елементи, както и камината с щукодекорация и характерните украсени долапи.